# Arizona-eekhoorn
De arizona-eekhoorn (Sciurus arizonensis)  is een zoogdier uit de familie van de eekhoorns (Sciuridae). De wetenschappelijke naam van de soort werd voor het eerst geldig gepubliceerd door Coues in 1867.

## Voorkomen
De soort komt voor in Mexico en de Verenigde Staten.